# Santa Clara (Utah)
Santa Clara é uma cidade localizada no estado norte-americano de Utah, no Condado de Washington.

## Demografia
Segundo o censo norte-americano de 2000, a sua população era de 4630 habitantes.
Em 2006, foi estimada uma população de 6280, um aumento de 1650 (35.6%).

## Geografia
De acordo com o United States Census Bureau tem uma área de
12,6 km², dos quais 12,6 km² cobertos por terra e 0,0 km² cobertos por água. Santa Clara localiza-se a aproximadamente 939 m acima do nível do mar.

## Localidades na vizinhança
O diagrama seguinte representa as localidades num raio de 32 km ao redor de Santa Clara.